# 多摩川園

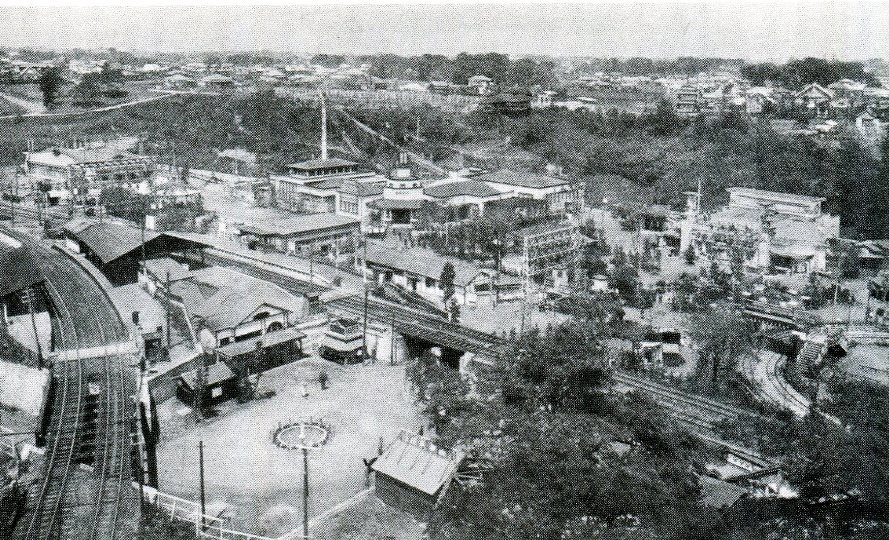
多摩川園遊園地の空撮（1938年（昭和13年））

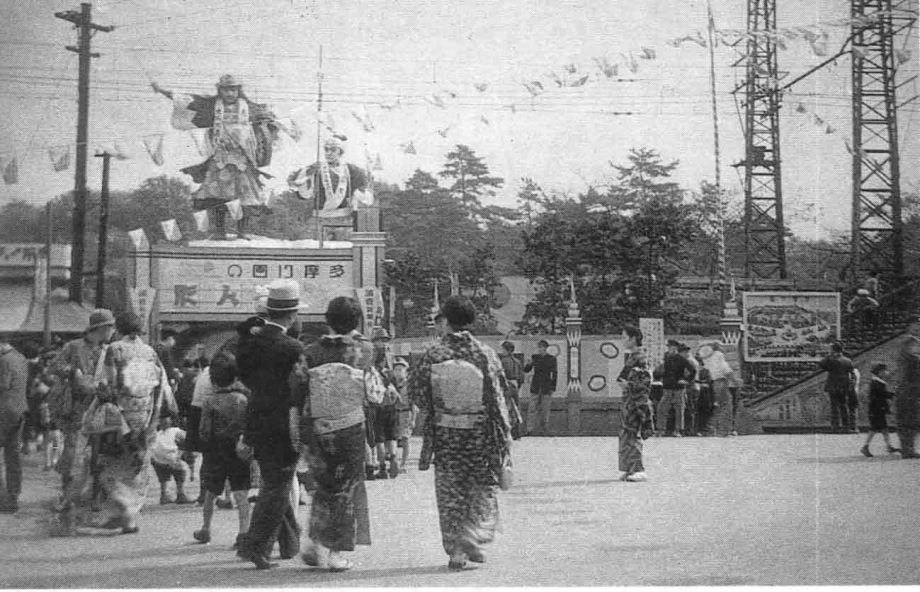
多摩川園遊園地入り口（1940年（昭和15年））

多摩川園（たまがわえん）は、東京都大田区田園調布にかつて存在した遊園地である。現在の東急電鉄多摩川駅の駅前に正面入口があり、面積は約5ヘクタールであった。

## 概要
1925年（大正14年）12月23日に「多摩川園」としてオープン。同年には丸子多摩川花火大会も開始されている。園内には、飛行塔、お化け屋敷、メリーゴーランドの遊戯施設があり、菊人形展でも多くの客で賑わった。また多摩川駅の反対側の台地にも、付属施設として展望塔や「松の茶屋」が設けられた。入場者数の減少等により、1979年（昭和54年）6月3日に閉園。

## 歴史
田園都市株式会社が買収した土地の中に住宅地として不向きと言われる地帯を埋め立てて田園都市居住者の娯楽施設として活用しようと考えたのが渋沢秀雄である。
1924年(大正13年)5月1日、「株式会社多摩川園」を資本15万円で設立。田園都市株式会社の付属別館に本社を設置した。社長は五島慶太、取締役は渋沢秀雄が就任。
1925年(大正14年)12月23日、多摩川園の開園した。当時の入園料はおとな・こども共に30銭。
開業当初は敷地は広く、田園テニス倶楽部や田園コロシアムにまで広がっていたが、次第に宅地開発され縮小した。園内のデザインは、矢部金太郎によるものといわれている。
1930年代中頃には「どりこの坂」上の南側の園内に多摩川能楽堂が建設され、戦災で都内の能舞台が灰燼に帰した中での能楽復興の拠点となったが、1955年（昭和30年）頃に青山の銕仙会能楽研修所に移築されている。
1940年（昭和15年）、東洋娯楽機製作所（後のトーゴ）に運営を委託。「子ども向けで乗り物中心」のコンセプトとなる。
第二次世界大戦の影響により1945年（昭和20年）3月いっぱいで一旦休園、戦後1946年（昭和21年）4月に、敷地の半分のみ再開した。 
戦前の一時期は東横映画（東映の前身企業の一つ）に経営が移管され、ヘルスセンター然とした内容となり、どちらかと言えば子供向けよりは大人の遊園地の趣があったという。戦後は東急不動産が経営を手掛けた時期もあったが、程なく電鉄本社の手に帰している。
娯楽が少なかった戦後には、多くの行楽客を集めた1950年の秋の日曜日には、約2万人が来場している。
1951年（昭和26年）2月14日、多摩川園からヒグマが脱走。市街地へ出没したところを警官隊による銃撃により射殺。
1964年（昭和39年）の東京オリンピックの年には、年間入場者数約100万人を記録した。そのころには観覧車、丘陵地に登るリフトと滑り台（大山滑り）、野球用軟球を玉に使ったバズーカ砲、ウヰスキーの樽を模した車体のジェットコースターなどの遊戯施設があった。南東側には大きな池がありボートも漕げたが、後に駐車場にするため埋め立てられた。また大規模な室内催事場「読売館」も設置され、夏季の納涼スリラーショー（お化け屋敷）、秋季の菊人形展が人気を集めていた。
しかし1968年（昭和43年）には道路交通への影響を理由に、京浜地域の大イベントであった丸子多摩川花火大会が中止され、観光地としての多摩川園周辺には痛手となる。1970年代には、遊園地に面する集合住宅の増加による近隣紛争や景観の悪化、世相の変化によるレジャーの多様化などから入場者も減少に転じ、周辺道路の渋滞に対する苦情もあって、1979年（昭和54年）6月3日に閉園した。閉園前日の2日と閉園当日の3日には、お別れイベントとして「さよなら多摩川園」が行われ、多くの客が訪れた。

## 現在
閉園後は、多摩川園ラケットクラブとしてテニスコートを運営していたが、2002年（平成14年）に閉鎖された。閉鎖直後敷地は山梨県の不動産業者に売却されたが、屋内テニスコートとして使われていた建物がある多摩川駅からの南側3分1の土地を宗教法人の誠成公倫が取得した。残りの土地は2003年（平成15年）11月に大田区が公園予定地として取得した。このうち、誠成公倫取得地と東急多摩川線沿いの帯状の土地は駐輪場として整備し、残りの土地は2004年（平成16年）8月から公園として一部開放した。2006年（平成18年）7月に公募により公園名称を「田園調布せせらぎ公園」とすることに決定し、本格的に開放された。
付属する休憩施設「松の茶屋」は、その後改築されて旅館となり、隣接地にはレストラン「松籟荘」も建設されたが、現在は取り壊され、多摩川台公園の一部となっている。
かつて多摩川園から丸子橋に抜ける道の両側は「多摩川園前商栄会」商店街として土産物屋や飲食店が立ち並び、観光客でにぎわっていたが、多摩川園の閉園により活気を失い、その後の駅舎と東急多摩川線の改築によって片側の店舗は撤去されてしまった。しかし今でも菓子屋、居酒屋等が軒を連ね、往時の面影を忍ばせている。